# Митчелл, Джейсон
Дже́йсон Ми́тчелл (англ. Jason Mitchell; род. 5 января 1987, Новый Орлеан, Луизиана) — американский актёр. Наиболее известен исполнением роли рэпера Eazy-E в фильме «Голос улиц» (2015), за который он получил ряд наград.

## Биография
Джейсон Митчелл родился 5 января 1987 года в Новом Орлеане (штат Луизиана, США). С 2011 года начал сниматься в кино, с 2015 года — в веб- и телесериалах и телефильмах.
В мае 2019 года Митчелл был уволен из ряда проектов после обвинений в неподобающем поведении.

## Награды и номинации
С полным списком кинематографических наград Джейсона Митчелла можно ознакомиться на сайте IMDb
- 2015 — премия Ассоциации афроамериканских кинокритиков[англ.] в категории «Лучший актёр второго плана» за роль в фильме «Голос улиц» — победа.
- 2015 — Международный кинофестиваль в Хэмптоне[англ.] — «Лучший прорыв» за роль в фильме «Голос улиц» — победа.
- 2015 — премия «Голливудский фильм»[англ.] в категории «Лучший прорыв в составе ансамбля» за роль в фильме «Голос улиц» — победа.
- 2016 — премия «Чёрная катушка[англ.]» в категориях «Лучший актёр второго плана» и «Лучший прорыв» за роль в фильме «Голос улиц» — обе номинации.
- 2016 — премия «Империя» в категории «Лучший дебют» за роль в фильме «Голос улиц» — номинация[6].
- 2016 — Кинофестиваль в Сан-Диего[англ.] — премия «Восходящая звезда» — победа.
- 2016 — Премия Гильдии киноактёров США в категории «Лучший актёрский состав» за роль в фильме «Голос улиц» — номинация.

## Избранная фильмография
Широкий экран
- 2011 — Поля / Texas Killing Fields — кассир 7-11
- 2012 — Контрабанда / Contraband — Уолтер
- 2012 — Глаза дракона / Dragon Eyes — Джей-Пёс
- 2013 — Город порока / Broken City — Cast Friend #1
- 2015 — Голос улиц / Straight Outta Compton — Эрик Райт (Eazy-E)
- 2016 — Киану[англ.] / Keanu — Бад
- 2016 — Винсент и Рокси[англ.] / Vincent N Roxxy — Корделл
- 2016 — Барри / Barry — Пи-Джей
- 2017 — Ферма «Мадбаунд» / Mudbound — Ронзел Джексон
- 2017 — Конг: Остров черепа / Kong: Skull Island — уорент-офицер Гленн Миллс, пилот вертолёта
- 2017 — Детройт / Detroit — Карл Купер
- 2017 — Горе-творец / The Disaster Artist — Нейт
- 2018 — Тайрел[англ.] / Tyrel — Тайлер
- 2018 — Суперфлай[англ.] / Superfly — Эдди
- 2019 — Мустанг / Mustang — Генри
- 2020 — Зола[англ.] / Zola — Дион
- 2021 — Из любви к деньгам[англ.] / For the Love of Money — Грегори
- 2023 — Зовите её королём[англ.] / Call Her King — Шон Сэмюэлс

Телевидение
- 2015 — Особо тяжкие преступления / Major Crimes — Туицц (в эпизоде Snitch)
- 2018 — Электрические сны Филипа К. Дика / Philip K. Dick’s Electric Dreams — Ленни (в эпизоде Kill All Others)
- 2018 — Чи / The Chi — Брэндон Джонсон (в 10 эпизодах)

Интернет
- 2017—2018 — Борцы за свободу: Луч / Freedom Fighters: The Ray — Джон Трухильо / Чёрный Кондор (в 9 эпизодах)
- 2018 — Навсегда[англ.] / Forever — Андре (в эпизоде Andre and Sarah)